# Louis de Laus de Boissy
Pour les articles homonymes, voir Boissy.
Ne doit pas être confondu avec Louis de Boissy.
Louis de Laus de Boissy, né le 15 décembre 1743 à Paris, où il est mort le 27 novembre 1799, est un homme de lettres et dramaturge français.

## Biographie
Laus de Boissy est l’auteur de plusieurs pièces dramatiques et d’une addition aux Trois siècles de notre littérature. Il fournit de petites pièces de vers piquantes de sa composition ou de son choix, qui n’auraient pu passer dans les autres feuilles plus gênées, au journal de Neuchâtel.
Il fut nommé lieutenant particulier de la connétablie le 1er octobre 1766. Pendant la Révolution, il est nommé par le Directoire juge au Tribunal civil de la Seine, puis élu juge au Tribunal civil de la Seine.
Il a écrit sous les noms de plume de « Mademoiselle M. de Morville » et « un homme de mauvaise humeur ».